# Mucronella subalpina
Mucronella subalpina är en svampart som beskrevs av K.S. Thind & Khurana 1974. Mucronella subalpina ingår i släktet Mucronella och familjen fingersvampar.   Inga underarter finns listade i Catalogue of Life.